# لويزة لويزية
لويزة لويزية (الاسم العلمي: Aloysia aloysioides) هو نوع نباتي يتبع جنس اللويزة من فصيلة اللويزية.